# Paul Collier
Pour les articles homonymes, voir Collier (homonymie).
Paul Collier, né le 23 avril 1949 est un économiste britannique, professeur d'économie et de politique publique à l'École de gouvernement de Blavatnik de l'université d'Oxford.

## Ouvrages
- (en) Labour and Poverty in Rural Tanzania: Ujamaa and Rural Development in the United Republic of Tanzania, Oxford University Press, New York, 1991  (ISBN 978-0198283157).
- (en) The Bottom Billion: Why the Poorest Countries are Failing and What Can Be Done About It, Oxford University Press, 2007  (ISBN 9780195311457) .
- (en) Wars, Guns and Votes: Democracy in Dangerous Places, Harper, March 2009  (ISBN 978-0061479649)
- (en) The Plundered Planet: Why We Must, and How We Can, Manage Nature for Global Prosperity, Oxford University Press, 2010  (ISBN 978-0-19-539525-9) .
- (en) Plundered Nations?: Successes and Failures in Natural Resource Extraction co-édité avec Anthony J. Venables, Palgrave Macmillan UK, 2011  (ISBN 978-0-230-29022-8) .
- (en) Exodus: How Migration is Changing Our World, Oxford University Press, October 2013  (ISBN 978-0195398656) 
  - trad. fr. : Exodus - Immigration et multiculturalisme au XXIe siècle, L'Artilleur, 2019
- (en) Refuge: Rethinking Refugee Policy in a Changing World avec Alexander Betts, Oxford University Press, September 2017  (ISBN 978-0190659158) .
- (en) The Future of Capitalism: Facing the New Anxieties, Allen Lane, April 2018  (ISBN 978-0241333884) .
- (en) Paul Collier et John Kay, Greed Is Dead : Politics After Individualism, Londres, Allen Lane, 2020, 192 p. (ISBN 9780241467954)
- (en) Left Behind : A New Economics for Neglected Places, Londres, Allen Lane, 2024, 292 p. (ISBN 9780241279168)